# Mainau (Schiff, 1864)
Der Mainau war ein Schaufelraddampfer, den die Großherzoglich Badische Staatseisenbahnen (BadStB) 1864 in Dienst stellten. Er war zudem der letzte in Dienst gestellte badische Glattdeckdampfer und das erste Schiff auf dem Bodensee, das den Namen der heute als Blumeninsel bekannten Mainau trug.
Im November 1884 strandete die Mainau in einem Sturm östlich der Landestelle Reichenau. Mit Hilfe des Güterschleppbootes Möve konnte das verbogene Steuerbord-Schaufelrad vor Ort repariert werden. Einen Monat später strande das Schiff erneut während einer Kursfahrt vor der Friedrichshafener Schlosskirche und musste von der Wilhelm  in den Hafen von Friedrichshafen geschleppt werden. Dort wurde der Schaden am Backbord-Schaufelrad innerhalb weniger Tage behoben.
Die Mainau wurde, nachdem sie wie der Germania 1890 ein Promenadendeck erhalten hatte, im Rahmen der Modernisierung 1897 außer Dienst gestellt und abgebrochen. Als Ersatz diente der 1895 in Dienst gestellte SD Stadt Überlingen.